# 다빈치+
다빈치+(Deep Atmosphere Venus Investigation of Noble gases, Chemistry, and Imaging, Plus DAVINCI+)는 디스커버리 프로그램의 추진 예정인 금성 대기권 돌입 탐사선이다.
목표는 하강하는 동안 금성의 자세한 대기 구성 탐사를 하여 금성의 자세한 대기 구성을 아는 것이다. 금성의 대기를 통과하며 대기 표본을 채취하여 자세히 분석한다. 대기 표본을 채취해서 금성의 자세한 대기 구성 연구 말고도 지구와 화성의 진화의 차이, 아라크노이드 연구, 화산 진화, 지각활동, 외계 항성계와 태양계와의 비교, 금성의 물 존재 여부 등을 아는 것이 그 외 목적이다. 또한, 최초로 금성 대기 속에서 사진을 찍어 주변 풍경을 안다는 목적도 있다.

## 역사와 제작 배경
다빈치는 2015년, 디스커버리 13의 후보로 나오면서 NASA는 예산을 배정했고, 4억 5000만 달러를 배정하였다. 2015년 9월 30일, 5개의 후보 중 하나로 뽑혔다. 그러나, 최종적으로 루시와 프시케가 뽑히며 계획은 취소되었다.
다빈치는 다빈치+로 이름이 변경되면서, 2019년 디스커버리 프로그램에서 다시 제안되었다. 2020년 2월 13일, 가능성이 있는 탐사 중 하나로 선정되었다. 2021년 6월 2일 VERITAS와 함께 다음 탐사 임무 중 하나로 선정되었다. 각 임무에는 약 5억 달러의 자금이 지원되며, 2028년에서 2030년 사이에 발사한다.
이 탐사선을 총 관리&지휘하는 상임위원은 Lori Glaze, James B. Garvin와 고더드 우주 비행 센터였다.

## 페이로드(과학장비)
Venus Mass Spectrometer (VMS):스펙트럼으로 금성 대기의 새로운 구성 성분을 밝히는 게 목적으로, 고더드 우주 비행 센터가 제작 예정이었던 부품이다.
Venus Tunable Laser Spectrometer (VTLS):레이저를 사용해서 금성의 동위원소 비율 등을 측정하는 게 목적으로, JPL이 제작 예정이었던 부품이다.
Venus Atmospheric Structure Investigation (VASI):대기의 구조, 기압 등을 아는 게 목적으로, 고더드 우주 비행 센터가 제작 예정이었던 부품이다.
Venus Descent Imager (VenDI):고해상도 카메라로, 큐리오시티에 장착된 카메라와 비슷하다. 말린 우주 센터가 제작 예정이었던 부품이다.

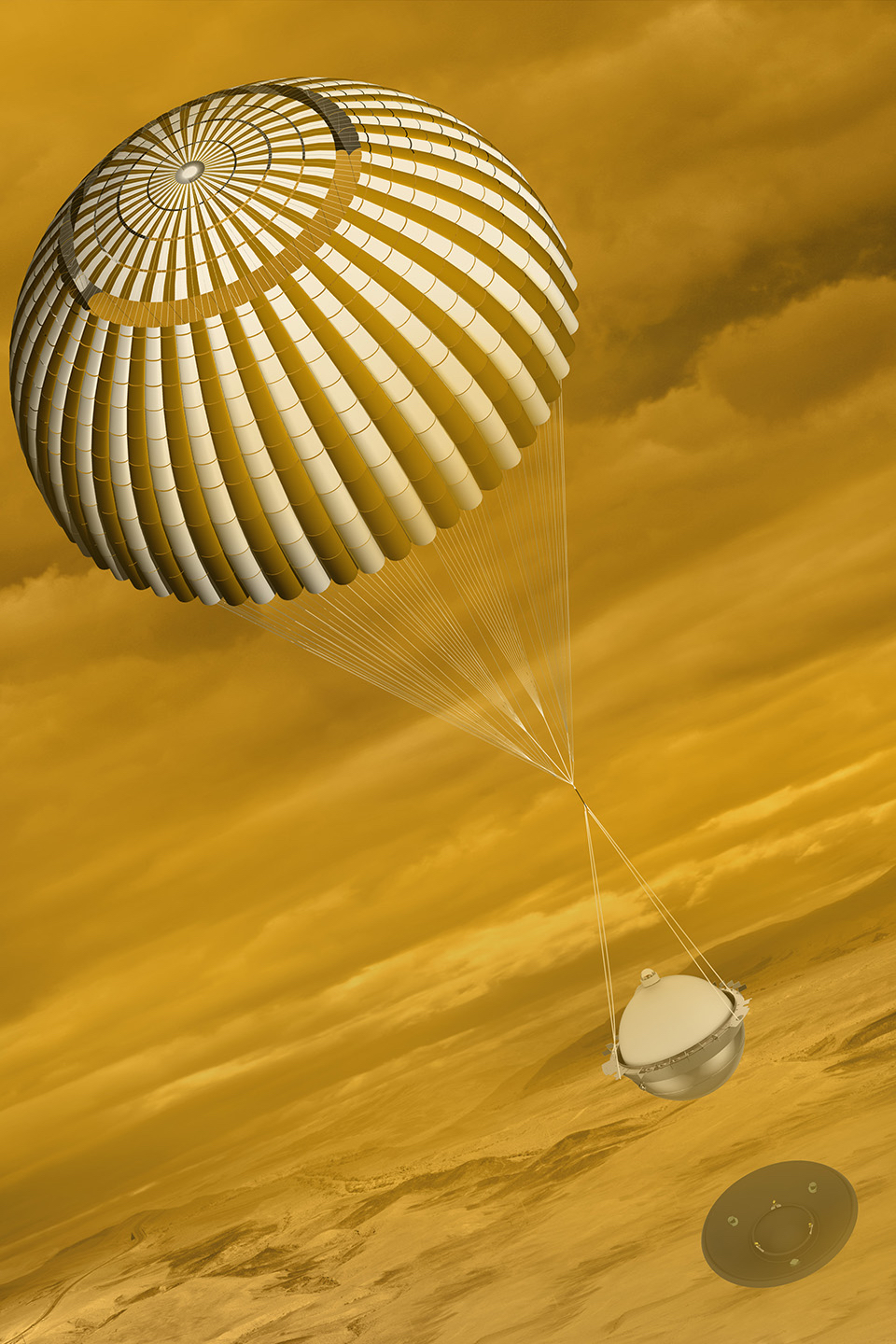
DAVINCH의 하강 모습

## 지원, 개발, 투자
이 문단은 지원, 개발, 투자 예정이었던 단체다.
- NASA[8]
- JPL
- 고더드 우주 비행 센터
- 말린 우주 센터
- Lori Glaze 연구팀

## 같이 보기
- EnVision
- 갈릴레오 탐사정
- 베네라 계획
- 파이어니어 금성 다중탐사정